# Indigofera homblei
Indigofera homblei är en ärtväxtart som beskrevs av Baker f. och Martin. Indigofera homblei ingår i släktet indigosläktet, och familjen ärtväxter. Utöver nominatformen finns också underarten I. h. homblei.